# サンポー
株式会社サンポーは、東京都足立区に本社を置くブラストマシン専門メーカーである。

## 概説
先代社長の前田理一は、旧・日本鋳工在職中に日本で初めてとなるブラストマシンの設計を行った。
数々の特許の中で、1976年に公開された『広角投射装置』（広角ローター）は、歪みを抑えた均一なブラスト面を生み出すことが可能であり主力製品の一つである。

## 所在地
- 本社工場：東京都足立区
- 営業所
  - 静岡県浜松市
  - 大阪府大阪市

## 沿革
- 1933年（昭和08年） 製缶業として発足
- 1956年（昭和31年） 有限会社三豊工業所と改組
- 1959年（昭和34年） 万能型ショットブラストマシンW-1型を開発しブラストマシンメーカーとして発足
- 1962年（昭和37年） 東京工場が完成
- 1963年（昭和38年） 株式会社サンポーと改組
- 1975年（昭和50年） 広角投射装置を実用化

| スタブアイコン | サブスタブ | この項目は、まだ閲覧者の調べものの参照としては役立たない、企業に関連した書きかけの項目です。この項目を加筆・訂正などしてくださる協力者を求めています（PJ:経済）。 |